# Amalosia saxicola
Amalosia saxicola (скельний зігзаговий гекон) — вид геконоподібних ящірок родини диплодактилідів (Diplodactylidae). Ендемік Австралії. Описаний у 2023 році.

## Поширення і екологія
Скельні зігзагові гекони мешкають на сході Квінсленда, від Маккая до Таунсвілла. Вони живуть серед скель.